# Damien Nelis
Damien Patrick Nelis ist ein irischer Altphilologe.
Seit 2005 ist er Professor für Latinistik an der Universität Genf, nachdem er zuvor von 1999 bis 2005 den Lehrstuhl für Latein am Trinity College Dublin (Chair of Latin (1870)) innehatte. Vorher war er Dozent für Griechisch und Latein an der Universität Durham.
Seine Forschungsschwerpunkte liegen im Bereich der augusteischen lateinischen Dichtung sowie des griechischen und lateinischen Epos.

## Schriften (Auswahl)
- Vergil's Aeneid and the Argonautica of Apollonius Rhodius (= Arca. Classical and medieval texts, papers and monographs. Band 39). Cairns, Leeds 2001, ISBN 0-905205-97-9 (zugleich Dissertation).
- als Herausgeber mit David S. Levene: Clio and the Poets: Augustan Poetry and the Traditions of Ancient Historiography (= Mnemosyne. Supplementum. Band 224). Brill, Leiden u. a. 2002, ISBN 90-04-11782-2.
- als Herausgeber mit Therese Fuhrer: Acting with Words. Communication, Rhetorical Performance and Performative Acts in Latin Literature (= Bibliothek der klassischen Altertumswissenschaften. Neue Folge. Band 125). Winter, Heidelberg 2010, ISBN 978-3-8253-5668-2.
- als Herausgeber mit Joseph Farrell: Augustan poetry and the Roman Republic. Oxford University Press, Oxford 2013, ISBN 0-19-958722-1.
- als Herausgeber mit Manuel Royo: Lire la Ville. Fragments d’une archéologie littéraire de Rome antique (= Ausonius éditions. Scripta antiqua. Band 65). Ausonius éditions, Bordeaux 2014, ISBN 978-2-35613-115-7.
- als Herausgeber mit Valéry Berlincourt und Lavinia Galli Milić: Lucan and Claudian: Context and Intertext (= Bibliothek der klassischen Altertumswissenschaften. Neue Folge. Band 151). Winter, Heidelberg 2016, ISBN 3-8253-6549-2.
- als Herausgeber mit Douglas Cairns: Emotions in the Classical World: Methods, Approaches, and Directions (= Heidelberger Althistorische Beiträge und Epigraphische Studien. Band 59). Steiner, Stuttgart 2017, ISBN 3-515-11619-2.